# Pāvels Doroševs
Pāvels Doroševs (* 9. Oktober 1980 in Riga) ist ein lettischer Fußballtorhüter. Er spielte in seiner bisherigen Profikarriere in Lettland und Aserbaidschan. Mit Skonto Riga konnte er Anfang der 2000er Jahre zweimal das Double aus Meisterschaft und Pokal gewinnen.

## Karriere

### Verein
Pāvels Doroševs begann seine Karriere in der Jugend von Skonto Riga die als JFC Skonto bekannt ist. Auf der Torhüterposition durchlief er die gesamte Jugendabteilung des Hauptstadtvereins. Ab der Saison 2000 war er Bestandteil der Profimannschaft. Hinter Andrejs Piedels musste sich der junge Torhüter als Reservetorwart mit der Ersatzbank begnügen. Mit Skonto konnte Doroševs zwar im Jahr 2000 und 2001 das Double gewinnen, wurde in dieser Zeit allerdings nur zweimal eingesetzt. Infolgedessen wurde das Talent innerhalb Lettlands zwischen den Jahren 2001 und 2004 viermal verliehen. Zunächst von 2001 bis 2002 zum PFK Daugava, wo er 27-mal zwischen den Pfosten stand, später zum FC Dinaburg Daugavpils, FK Daugava Riga und FK Riga. Nach der Rückkehr zu Skonto absolvierte er in den folgenden Spielzeiten 2005 bis 2008 insgesamt 50 Ligaspiele. Im Jahr 2009 wechselte er zum FK Qəbələ in die Premyer Liqası. In Aserbaidschan absolvierte er als Stammtorhüter für den Verein aus Qəbələ in drei Spielzeiten 90 Spiele. Nach dem Saisonende 2011/12 wechselte er zurück nach Lettland zum FK Liepājas Metalurgs aus der gleichnamigen Hafenstadt an der Ostsee. Nach zwei Saisons wechselte Doroševs 2013 zum amtierenden aserbaidschanischen Meister Neftçi Baku.

### Nationalmannschaft

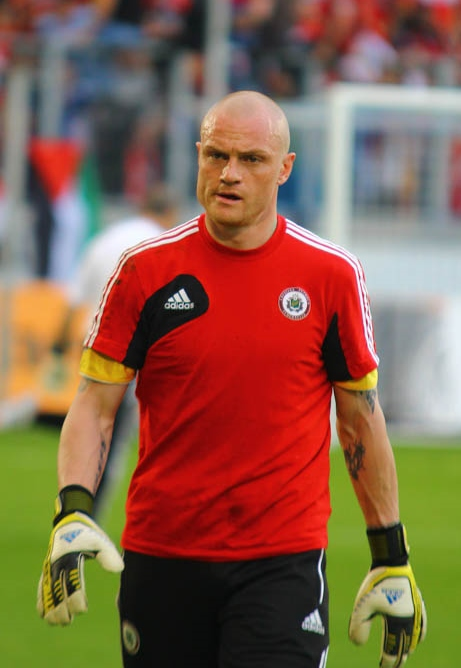
Doroševs (2013)

Sein Debüt in der Lettischen Nationalmannschaft gab Doroševs am 22. Mai 2012 bei der 0:1-Niederlage gegen Polen. Als Reservetorwart hinter Andris Vaņins konnte er mit der Nationalmannschaft den Baltic Cup bei der Austragung im Jahr 2012 gewinnen.

## Erfolge
mit Skonto Riga:
- Lettischer Meister: 2000, 2001
- Lettischer Pokalsieger: 2000, 2001

mit Lettland:
- Baltic Cup: 2012